# Ланчестер, Эльза
Эльза Ланчестер Салливан (англ. Elsa Lanchester Sullivan; 28 октября 1902 — 26 декабря 1986) — британская актриса. Наиболее известна своей ролью подруги Монстра в фильме «Невеста Франкенштейна».

## Биография
Эльза Салливан Ланчестер (англ. Elsa Sullivan Lanchester) родилась в Великобритании. В отрочестве занималась танцами в парижской студии Айседоры Дункан, но с началом Первой мировой войны студия прекратила свою работу, и 12-летняя Ланчестер вернулась домой, начав зарабатывать карманные деньги уроками танца по Айседоре Дункан для соседских детей.
В 1929 году Эльза Ланчестер вышла замуж за актёра Чарльза Лоутона, вместе с которым снялась в 1933 году в своём первом заметном фильме «Частная жизнь Генриха VIII». Первой действительно значимой ролью Ланчестер стала заглавная роль в картине 1935 года «Невеста Франкенштейна». В дальнейшем Ланчестер и Лоутон жили преимущественно в США и играли в американских фильмах, а в 1950 году получили американское гражданство. Из более поздних съёмок Ланчестер выделяется фильм «Свидетель обвинения» (1957), где она снова играла вместе с Лоутоном.
Актриса умерла 26 декабря 1986 года от пневмонии в госпитале Дома актёров кино и телевидения в Вудленд-Хиллз, штат Калифорния. Ее тело было кремировано 5 января 1987 года в часовне Сосен в Лос-Анджелесе, а прах развеян над Тихим океаном.

## Фильмография
| Год  |    | Русское название            | Оригинальное название          | Роль                                   |
| ---- | -- | --------------------------- | ------------------------------ | -------------------------------------- |
| 1933 | ф  | Частная жизнь Генриха VIII  | The Private Life of Henry VIII | Анна Клевская                          |
| 1934 | ф  | Невеста Франкенштейна       | The Bride of Frankenstein      | Мэри Уоллстоункрафт Шелли/Жена Монстра |
| 1934 | ф  | Призрак едет на Запад       | The Ghost Goes West            | Мисс Шеппертон                         |
| 1934 | ф  | Капризная Мариетта          | Naughty Marietta               | Мадам Д’Аннар                          |
| 1935 | ф  | Дэвид Копперфильд           | David Copperfield              | Кликетт                                |
| 1937 | ф  | Рембрандт                   | Rembrandt                      | Хендрикье Стоффелс                     |
| 1941 | ф  | Дамы в отставке             | Ladies in Retirement           | Эмили Крид                             |
| 1942 | ф  | Сказки Манхэттена           | Tales of Manhattan             | Эльза Смит                             |
| 1943 | ф  | Вечность и один день        | Forever and a Day              | Мейми (служанка в отеле)               |
| 1943 | ф  | Лесси возвращается домой    | Lassie Come-Home               | г-жа Керраклаф                         |
| 1946 | ф  | Винтовая лестница           | The Spiral Staircase           | Миссис Оатс                            |
| 1946 | ф  | Лезвие бритвы               | The Razor’s Edge               | Мисс Кейт — секретарь принцессы        |
| 1947 | ф  | Северо-западный форпост     | Northwest Outpost              | Княгиня Татьяна                        |
| 1947 | ф  | Жена епископа               | The Bishop’s Wife              | Матильда                               |
| 1948 | ф  | Большие часы                | The Big Clock                  | Луиза Паттерсон                        |
| 1949 | ф  | Дочь пирата                 | Buccaneer’s Girl               | Мадам Бризар                           |
| 1949 | ф  | Ревизор                     | The Inspector General          | Мария                                  |
| 1949 | ф  | Тайный сад                  | The Secret Garden              | Марта                                  |
| 1949 | ф  | Приходи в конюшню           | Come to the Stable             | Амелия Поттс                           |
| 1950 | ф  | Френчи                      | Frenchie                       | Графиня                                |
| 1950 | ф  | Девушка года                | Girl of the Year               | Доктор Кратчер                         |
| 1950 | ф  | Загадочная улица            | Mystery Street                 | Миссис Смеррлинг                       |
| 1952 | ф  |                             | Dreamboat                      | Доктор Матильда Коффи                  |
| 1954 | ф  | Пол-акра ада                | Hell’s Half Acre               | Линда О’Рейлли                         |
| 1954 | ф  |                             | 3 Ring Circus                  | Бородатая женщина                      |
| 1955 | ф  | Хрустальный башмачок        | The Glass Slipper              | мачеха Эллы                            |
| 1957 | ф  | Свидетель обвинения         | Witness for the Prosecution    | Мисс Плимсолл                          |
| 1958 | ф  | Колокол, книга и свеча      | Bell, Book and Candle          | Тётушка Куини Холройд                  |
| 1964 | ф  | Мэри Поппинс                | Mary Poppins                   | няня Кэти                              |
| 1965 | ф  | Этот чёртов кот             | That Darn Cat!                 | Миссис Макдугалл                       |
| 1968 | ф  | Призрак Чёрной Бороды       | Blackbeard’s Ghost             | Эмили Стоукрофт                        |
| 1969 | ф  | Я, Натали                   | Me, Natalie                    | мисс Деннисон                          |
| 1969 | тф | Мой пёс, Вор                | My Dog, the Thief              | Миссис Формби                          |
| 1969 | ф  | Негодник                    | Rascal                         | Миссис Саттерфилд                      |
| 1971 | ф  | Уиллард                     | Willard                        | Генриетта Стайлз                       |
| 1973 | ф  | Арнольд                     | Arnold                         | Эстер                                  |
| 1973 | ф  | Ужас в музее восковых фигур | Terror in the Wax Museum       | Джулия Хоуторн                         |
| 1976 | ф  | Ужин с убийством            | Murder by Death                | Мисс Жессика Марблз                    |
| 1980 | ф  | Умри, смеясь                | Die Laughing                   | Софи                                   |